# 小行星9131
小行星9131（英語：9131）是一颗围绕太阳公转的小行星。1998年5月1日，近地小行星追踪在茂宜岛发现了此天体。
这颗小行星的绝对星等为90.35488等。